# 1. deild 2024
La 1. deild 2024 fue la 82.ª temporada de fútbol de segundo nivel de las Islas Feroe, y la 48.ª en el formato actual. La temporada comenzó el 9 de marzo de 2024 y finalizó el 25 de octubre del mismo año.

## Equipos
| Club        | Ciudad   | Estadio        | Capacidad | Última temporada         |
| ----------- | -------- | -------------- | --------- | ------------------------ |
| TB          | Tvøroyri | Við Stórá      | 1000      | 10º (Betri deildin menn) |
| AB          | Argir    | Skansi Arena   | 2000      | 9º (Betri deildin menn)  |
| FC Suðuroy  | Vágur    | Á Eiðinum      | 3000      | 1º (2. deild)            |
| B36 II      | Tórshavn | Gundadalur     | 5000      | 7º                       |
| FC Hoyvík   | Hoyvík   | Hoyvíksvøllur  | 1000      | 6º                       |
| HB II       | Tórshavn | Gundadalur     | 5000      | 8º                       |
| NSÍ II      | Runavík  | Við Løkin      | 2000      | 2º (2. deild)            |
| Víkingur II | Leirvík  | Sarpugerði     | 1600      | 4º                       |
| KÍ II       | Klaksvík | Við Djúpumýrar | 2500      | 3º                       |
| B71 Sandoy  | Sandur   | Inni í Dal     | 2000      | 5º                       |

## Tabla de posiciones
| Pos. | Equipo      | Pts. | PJ | G  | E  | P  | GF | GC | Dif. | Clasificación 2024                 |
| ---- | ----------- | ---- | -- | -- | -- | -- | -- | -- | ---- | ---------------------------------- |
| 1    | Víkingur II | 54   | 27 | 16 | 6  | 5  | 72 | 35 | +37  | Inelegible para ascender           |
| 2    | FC Suðuroy  | 48   | 27 | 12 | 12 | 3  | 56 | 33 | +23  | Ascenso a la Primera División 2025 |
| 3    | TB Tvøroyri | 45   | 27 | 11 | 12 | 4  | 39 | 24 | +15  | Ascenso a la Primera División 2025 |
| 4    | B71 Sandoy  | 44   | 27 | 12 | 8  | 7  | 44 | 29 | +15  |                                    |
| 5    | B36 II      | 41   | 27 | 11 | 8  | 8  | 50 | 41 | +9   |                                    |
| 6    | AB          | 40   | 27 | 10 | 10 | 7  | 47 | 31 | +16  |                                    |
| 7    | NSÍ II      | 31   | 27 | 8  | 7  | 12 | 37 | 51 | −14  |                                    |
| 8    | KÍ II       | 30   | 27 | 9  | 3  | 15 | 32 | 50 | −18  |                                    |
| 9    | FC Hoyvík   | 20   | 27 | 4  | 8  | 15 | 24 | 54 | −30  | Descenso a la 2.deild 2025         |
| 10   | HB II       | 12   | 27 | 2  | 6  | 19 | 26 | 79 | −53  | Descenso a la 2.deild 2025         |

Actualizado a los partidos jugados el 25 de octubre de 2024.
 Fuente: Soccerway

## Goleadores
- Actualizado el 25 de octubre de 2024

| Pos. | Jugador               | Equipo      | Goles |
| ---- | --------------------- | ----------- | ----- |
| 1    | Rani Hansen           | Víkingur II | 17    |
| 2    | Fríði Holm            | FC Suðuroy  | 14    |
| 3    | Tijani Yakubu         | B71         | 13    |
| 4    | Jákup Martin Jarnskor | Víkingur II | 11    |
|      | Marley Blair          | AB          | 11    |